# Neotoma
Neotoma is een geslacht van zoogdieren uit de  familie van de Cricetidae. De wetenschappelijke naam van het geslacht werd in 1825 gepubliceerd door Thomas Say & George Ord. 

## Soorten
Er worden 23 soorten in dit geslacht geplaatst:
- Neotoma albigula Hartley, 1894 – Amerikaanse woestijnrat
- Neotoma angustapalata Baker, 1951
- Neotoma bryanti Merriam, 1887
- Neotoma chrysomelas J. A. Allen, 1908
- Neotoma cinerea (Ord, 1815) – Pluimstaartrat
- Neotoma devia Goldman, 1927
- Neotoma ferruginea Tomes, 1862
- Neotoma floridana (Ord, 1818)
- Neotoma fuscipes Baird, 1858
- Neotoma goldmani Merriam, 1903
- Neotoma insularis C. H. Townsend, 1912
- Neotoma lepida Thomas, 1893
- Neotoma leucodon Merriam, 1894
- Neotoma macrotis Thomas, 1893
- Neotoma magister Baird, 1858
- Neotoma melanura C. H. Merriam, 1894
- Neotoma mexicana Baird, 1855
- Neotoma micropus Baird, 1855
- Neotoma nelsoni Goldman, 1905
- Neotoma palatina Goldman, 1905
- Neotoma phenax (Merriam, 1903)
- Neotoma picta E. A. Goldman, 1904
- Neotoma stephensi Goldman, 1905